# 愛宕元
愛宕 元（おたぎ はじめ、1943年8月25日 - 2012年1月2日）は、中国史学者。文学博士（1993年）。京都大学名誉教授、帝京大学教授。

## 経歴
1943年、東洋史学者・愛宕松男の子として京都府で生まれた。京都大学文学部史学科で東洋史学を学び、1967年に卒業。同大学大学院に進み、1970年に博士課程を中退。
その後、京都大学人文科学研究所助手に採用された。1974年より教養部講師、助教授、1992年より教授。1993年、学位論文『唐代地域史研究』を京都大学に提出して文学博士の学位を取得。京都大学大学院人間・環境学研究科教授に異動となり、2007年に京都大学を定年退職。名誉教授となった。退任後2008年からは帝京大学教授を務めた。
2012年1月2日、食道がんにより死去。68歳没。

## 家族・親族
- 父：愛宕松男は東洋史学者。東北大学名誉教授。

## 著作
著書
- 『東洋史概説』学術図書出版社 1983
- 『中国の城郭都市 殷周から明清まで』中公新書 1991
  - 改訂：ちくま学芸文庫 2023[4]
- 『唐代地域社会史研究』東洋史研究叢刊 同朋舎出版 1997

共編・訳注
- 『中国の歴史 上　古代・中世』冨谷至共編、昭和堂 2005
- 『中国の歴史 下　近世・近現代』森田憲司共編、昭和堂 2005
  - 新版 2009年
- 『日本古代史大辞典』上田正昭・井上満郎・西谷正・和田萃共編、大和書房 2006
- 『唐両京城坊攷 長安と洛陽』徐松撰、平凡社〈東洋文庫〉1994、ワイド版  2013
- 『遊城南記／訪古遊記』張礼・趙崡撰、京都大学学術出版会 2004

## 資料
- 南啓治「故愛宕元先生を偲ぶ」『帝京史学』28, 2013年, 471-483頁.

## 脚註
1. ↑  『現代物故者事典2012～2014』（日外アソシエーツ、2015年）p.141
2. ↑  CiNii(学位論文)
3. ↑  愛宕元氏死去（京都大名誉教授・中国史） 時事通信 2012年1月5日閲覧
4. ↑  文庫解説は角道亮介、電子書籍も刊